# Guglielmo X di Aquitania
Guglielmo X d'Aquitania o Guglielmo il Tolosano, detto il Santo (Tolosa, 1099 – Santiago di Compostela, 9 aprile 1137), fu duca di Aquitania, duca di Guascogna e conte di Poitiers, dal 1126 alla sua morte (1137).

## Origini
Secondo il Chronicon sancti Maxentii Pictavensis, Chroniques des Eglises d'Anjou e la Chronique de Robert de Torigny, era il figlio primogenito (citato come primogenito ed erede del ducato di Aquitania dall'l'arcivescovo, Guglielmo, della città di Tiro, nell'odierno Libano, nel suo Historia rerum in partibus transmarinis gestarum) del duca di Aquitania, duca di Guascogna, conte di Poitiers e conte di Tolosa, Guglielmo IX detto il Trovatore e della sua seconda moglie, Filippa di Tolosa (1080-1117), l'unica figlia del conte di Tolosa, conte d'Albi e marchese di Provenza, Guglielmo IV e di Emma di Mortain († ca. 1126), figlia del conte di Mortain e Cornovaglia, Roberto di Mortain e di Matilde di Montgommery, figlia di Ruggero Signore di Montgommery, Visconte d'Hiémois e futuro conte di Shrewsbury e di Mabel d'Alençon.
Sempre secondo il Chronicon sancti Maxentii Pictavensis, Chroniques des Eglises d'Anjou, Guglielmo IX il trovatore, era il figlio primogenito del duca di Aquitania, duca di Guascogna e conte di Poitiers, Guglielmo VIII o Guido Goffredo e della sua terza moglie, Hildegarda di Borgogna (1050-1104), figlia del duca di Borgogna Roberto I(1011-1076) e di Ermengarda d'Angiò, detta Bianca, figlia di Folco III Nerra, e di Ildegarda di Lotaringia (sorella quindi di Goffredo II Martello I, patrigno di Guido Goffredo); Hildegarda di Borgogna era nipote del re di Francia, Enrico I; la genealogia materna di Hildegarda è illustrata a pagina 247 delle Chroniques des Comtes d´Anjou et des Seigneurs d´Amboise.

## Biografia
Guglielmo era nato nel 1099, a Tolosa, in quanto i suoi genitori, due anni prima, approfittando che lo zio di sua madre, Filippa, era partito per la prima crociata, rivendicando i diritti di Filippa, nei confronti dello zio, Raimondo, conte di Saint-Gilles, nonostante i possedimenti dei crociati fossero sotto la tutela della chiesa e considerati sacri, suo padre, Guglielmo IX il Trovatore, invase e occupò la contea di Tolosa.
Dopo la caduta di Gerusalemme, il 15 luglio 1099, suo padre, Guglielmo IX, decise di partire per la Terra santa e, in cambio del finanziamento della spedizione, nel dicembre di quello stesso anno, restituì la contea di Tolosa al cugino di Filippa, il reggente Bertrando, ed il 6 dicembre partì per la Palestina.
L'armata della contea d'Aquitania, secondo il cronista della Prima Crociata, Alberto di Aquisgrana, attraversò l'Ungheria e per due anni combatté, prima in Tracia e poi in Anatolia.
Nel 1112, alla morte del conte di Tolosa e marchese di Provenza, Bertrando, che dal 1105 era anche conte di Tripoli, sempre in nome del diritto ereditario di Filippa, suo padre, Guglielmo IX, organizzò una spedizione per occupare nuovamente la contea di Tolosa; Guglielmo e Filippa, nel 1114, s'insediarono sul trono della contea, spodestando il conte Alfonso Giordano, che si ritirò nel marchesato di Provenza. Per circa dieci anni, pur avendo divorziato, nel 1115, da Filippa, suo padre, duca d'Aquitania e conte di Poitiers fu l'effettivo conte di Tolosa.
Il conte Alfonso Giordano, solo dopo dieci anni di dura lotta riuscì a rientrare in possesso della contea di Tolosa.
Nel 1115, suo padre, Guglielmo IX, aveva incontrato la Maubergeon (moglie del visconte di Châtellerault), l'aveva fatta rapire e, senza tante cerimonie, dopo aver divorziato da Filippa, l'aveva sposata, pur essendo vivi sia la legittima consorte, Filippa che lo stesso visconte di Châtellerault, e fu scomunicato dal papa. Il rapporto di Guglielmo col padre, Guglielmo IX, si era fatto difficile.
L'anno dopo (1116), sua madre, Filippa, si arrese all'evidenza e si ritirò nell'Abbazia di Fontevrault, dove morì nel 1118, facendo decadere la scomunica.
Col tempo i rapporti col padre migliorarono, tanto che, nel 1121, Guglielmo sposò Eleonora di Châtellerault ( † dopo il 1130), figlia del visconte Americo I di Châtellerault e della Maubergeon, l'amante di suo padre.
Nel 1122, come conferma la Chronica Albrici Monachi Trium Fontium, nacque Eleonora la figlia primogenita di Guglielmo.
Secondo il Chronicon sancti Maxentii Pictavensis, Chroniques des Eglises d'Anjou, Guglielmo IX, morì, 10 febbraio 1126 e fu sepolto nella Chiesa di Saint-Jean de Montierneuf di Poitiers, lasciando i titoli a Guglielmo, il figlio primogenito (Guglielmo X duca d'Aquitania e Guglielmo VIII conte di Poitiers).
Dopo essere succeduto al padre, Guglielmo X viene citato in due documenti: il n° XXIX della Gallia Christiana, Tome II, Instrumenta, inerente ad una donazione alla chiesa di Notre-Dame di Saintes ed il n° XXVIII della Gallia Christiana, Tome II, Ecclesia Santonensi, datato 1127, inerente alla diocesi di Saintes, che il duca di Aquitania, Guglielmo X controfirma.
Poi, nel 1129, secondo lo storico e archeologo francese, Jacques-Joseph Champollion, Guglielmo X confermò ai monaci del monastero di Montierneuf di Poitiers, la concessione di approvvigionarsi di legna nei boschi dei dintorni, già concesso da suo padre, Guglielmo IX e prima ancora da suo nonno, Guido Goffredo, mentre, il 3 marzo 1130, sempre secondo J.J. Champollion, faceva una donazione alla chiesa di Sant'Ilario de La Celle (nei dintorni di Poitiers) che veniva controfirmata dal duca, dalla moglie, Eleonora e dai figli, Eleonora e Guglielmo l'Ardito (Willielmi ducis Aquitanorum, Aenordis comitissæ, Alienordis filiæ eorum, Wilelmi Aigres filii eorum).
Rimasto vedovo, dopo il 1130, secondo la Ex Chronico Gaufredi Vosiensis, Guglielmo X (Guillermus Dux, frater Raymundi Antiochiæ principis), sposò, in seconde nozze, Emma di Limoges (Ennoa seu Emma), figlia del conte di Limoges, Ademaro III (aliam tamen filiam [Ademari]) e della sua seconda moglie, Maria des Cars. Emma era al suo secondo matrimonio, essendo rimasta vedova di Bardone di Cognac (Bardoni de Coniaco).
Suo fratellastro, Raimondo di Poitiers (ca. 1115-1149, infatti poi, nel 1136, sposò la principessa Costanza (come viene ricordato dall'l'arcivescovo, Guglielmo, della città di Tiro, nell'odierno Libano, nel suo Historia rerum in partibus transmarinis gestarum), di 10 anni, figlia ed erede di Boemondo II, Principe d'Antiochia e di Alice di Gerusalemme per cui diverrà principe d’Antiochia.
Guglielmo, come il padre, fu amante dell'arte, della musica e della letteratura, creando a Poitiers una corte ammirata in tutta Europa e considerata la più aperta alla conoscenza; questo amore lo trasmise alle due figlie, in particolar modo ad Eleonora.
Guglielmo X fu, nello stesso tempo un uomo d'armi e fu coinvolto in numerosi scontri militari locali, in particolare contro il regno di Francia e dovette inoltre soffocare, con la violenza, alcune rivolte interne al suo ducato, tra cui la ribellione dei Lusignano.
Ma dopo che, nel 1135, era diventato re d'Inghilterra e duca di Normandia, Stefano di Blois Guglielmo X si alleò col conte d'Angiò, Goffredo il Bello, che reclamava il ducato di Normandia, in nome della moglie, Matilde di Normandia, e combatté nel ducato di Normandia.
In politica estera, nello Scisma del 1130 appoggiò l'antipapa Anacleto II in opposizione al Papa Innocenzo II e il suo proprio vescovo. Nel 1134, fu persuaso da Bernardo di Chiaravalle ad accettare la legittimità della chiesa, abbandonando Anacleto ed appoggiando Innocenzo.
Per ottenere il perdono dei suoi peccati Guglielmo, alla fine del 1136, iniziò un pellegrinaggio per Santiago di Compostela, ma morì, forse per un'intossicazione alimentare, durante il viaggio, nel 1137; secondo la Chronique de Guillaume de Nangis, morì la vigilia di Pasqua (il 9 aprile) e fu sepolto a Santiago di Compostela. Lasciò due figlie: Eleonora e Petronilla. Comunque, prima di morire si raccomandò che la primogenita Eleonora, che gli subentrava nei titoli di duchessa d'Aquitania e di Guascogna e di contessa di Poitiers, portando in dote l'Aquitania, fosse data in sposa a Luigi, figlio ed erede del re di Francia, Luigi VI.
Emma, la sua seconda moglie, rimasta vedova, sempre nel 1137, sposò, in terze nozze, Guglielmo detto Tagliaferro (Willelmus Sector-ferri), figlio ed erede del conte d'Angoulême, Vulgrino II.

## Discendenza
Guglielmo X da Eleonora ebbe tre figli:
- Eleonora[19] (1122-1204), duchessa d'Aquitania e di Guascogna e contessa di Poitiers, regina di Francia (avendo sposato, nel 1137, il re Luigi VII di Francia, da cui divorziò nel 1152) e poi regina d'Inghilterra, per il matrimonio, nello stesso 1152, col re Enrico II d'Inghilterra
- Guglielmo l'Ardito[19] ( † tra il 1130 e il 1137), premorto al padre.
- Petronilla[14] (1125-1153), che nel 1142 sposò il conte di Vermandois, Raul I.

Mentre da Emma non ebbe alcun figlio.

## Ascendenza
|                             |                     |                         | Genitori                       |  |  | Nonni |  |  | Bisnonni                 |  |  | Trisnonni                 |  |
|                             |                     |                         |                                |  |  |       |  |  | Guglielmo V di Aquitania |  |  | Guglielmo IV di Aquitania |  |
|                             |                     |                         |                                |  |  |       |  |  | Guglielmo V di Aquitania |  |  | Guglielmo IV di Aquitania |  |
|                             |                     | Emma di Blois           |                                |  |  |       |  |  | Guglielmo V di Aquitania |  |  |                           |  |
| Guglielmo VIII di Aquitania |                     |                         |                                |  |  |       |  |  | Guglielmo V di Aquitania |  |  |                           |  |
|                             |                     | Agnese di Borgogna      | Ottone I Guglielmo di Borgogna |  |  |       |  |  |                          |  |  |                           |  |
|                             |                     | Agnese di Borgogna      | Ottone I Guglielmo di Borgogna |  |  |       |  |  |                          |  |  |                           |  |
|                             |                     | Agnese di Borgogna      | Ermentrude di Roucy            |  |  |       |  |  |                          |  |  |                           |  |
| Guglielmo IX d'Aquitania    |                     | Agnese di Borgogna      |                                |  |  |       |  |  |                          |  |  |                           |  |
|                             |                     | Roberto I di Borgogna   | Roberto II di Francia          |  |  |       |  |  |                          |  |  |                           |  |
|                             |                     | Roberto I di Borgogna   | Roberto II di Francia          |  |  |       |  |  |                          |  |  |                           |  |
|                             |                     | Roberto I di Borgogna   | Costanza d'Arles               |  |  |       |  |  |                          |  |  |                           |  |
| Hildegarda di Borgogna      |                     | Roberto I di Borgogna   |                                |  |  |       |  |  |                          |  |  |                           |  |
|                             |                     | Ermengarda d'Angiò      | Folco III d'Angiò              |  |  |       |  |  |                          |  |  |                           |  |
|                             |                     | Ermengarda d'Angiò      | Folco III d'Angiò              |  |  |       |  |  |                          |  |  |                           |  |
|                             |                     | Ermengarda d'Angiò      | Ildegarda di Sundgau           |  |  |       |  |  |                          |  |  |                           |  |
| Guglielmo X d'Aquitania     |                     | Ermengarda d'Angiò      |                                |  |  |       |  |  |                          |  |  |                           |  |
|                             | Ponzio II di Tolosa | Guglielmo III di Tolosa |                                |  |  |       |  |  |                          |  |  |                           |  |
|                             | Ponzio II di Tolosa | Guglielmo III di Tolosa |                                |  |  |       |  |  |                          |  |  |                           |  |
|                             | Ponzio II di Tolosa | Emma di Provenza        |                                |  |  |       |  |  |                          |  |  |                           |  |
| Guglielmo IV di Tolosa      | Ponzio II di Tolosa |                         |                                |  |  |       |  |  |                          |  |  |                           |  |
|                             |                     | Almodis de La Marche    | Bernardo I de La Marche        |  |  |       |  |  |                          |  |  |                           |  |
|                             |                     | Almodis de La Marche    | Bernardo I de La Marche        |  |  |       |  |  |                          |  |  |                           |  |
|                             |                     | Almodis de La Marche    | Amelia de Rasés                |  |  |       |  |  |                          |  |  |                           |  |
| Filippa di Tolosa           |                     | Almodis de La Marche    |                                |  |  |       |  |  |                          |  |  |                           |  |
|                             |                     | Roberto di Mortain      | Erluino di Conteville          |  |  |       |  |  |                          |  |  |                           |  |
|                             |                     | Roberto di Mortain      | Erluino di Conteville          |  |  |       |  |  |                          |  |  |                           |  |
|                             |                     | Roberto di Mortain      | Herleva                        |  |  |       |  |  |                          |  |  |                           |  |
| Emma di Mortain             |                     | Roberto di Mortain      |                                |  |  |       |  |  |                          |  |  |                           |  |
|                             |                     | Matilda de Montgomerie  | Ruggero II di Montgomery       |  |  |       |  |  |                          |  |  |                           |  |
|                             |                     | Matilda de Montgomerie  | Ruggero II di Montgomery       |  |  |       |  |  |                          |  |  |                           |  |
|                             |                     | Matilda de Montgomerie  | Mabel di Bellême               |  |  |       |  |  |                          |  |  |                           |  |
|                             |                     | Matilda de Montgomerie  |                                |  |  |       |  |  |                          |  |  |                           |  |

### Fonti primarie
- (LA)  Chronicon Santi Maxentii Pictavinis, Chroniques des Eglises d´Anjou.
- (LA)  Chronique de Robert de Torigni, abbé de Mont-Saint-Michel.
- (LA)  Historia Rerum in partibus transmarinis gestarum, liber XIV.
- (LA)  Historia Hierosolymitanae expeditionis, liber VIII.
- (LA)  Monumenta Germaniae Historica, Scriptores, tomus XXIII.
- (LA)  Gallia Christiana, Tome II.
- (LA)  Jacques-Joseph Champollion, Documents historiques inédits tirés des collections manuscrites de la bibliothèque royale, Tomes II.
- (LA)  Chronique de Guillaume de Nangis.
- (LA)  Rerum Gallicarum et Francicarum Scriptires, tomus XII.

### Letteratura storiografica
- Louis Alphen, La Francia nell'XI secolo, in «Storia del mondo medievale», vol. II, 1979, pp. 770–806.
- Louis Alphen, La Francia: Luigi VI e Luigi VII (1108-1180), in «Storia del mondo medievale», vol. V, 1980, pp. 705–739.
- (FR, LA)  Halphen, L. & Poupardin, R. Chroniques des Comtes d´Anjou et des Seigneurs d´Amboise.